# مازه رستمی
مازه رستمی، روستایی از توابع بخش بهمئی گرمسیری شهرستان بهمئی در استان کهگیلویه و بویراحمد ایران است.

## جمعیت
این روستا در دهستان بهمئی گرمسیری شمالی قرار دارد و براساس سرشماری مرکز آمار ایران در سال ۱۳۸۵، جمعیت آن زیر سه خانوار بوده‌است.